# Kučevice
Kučevice is een plaats in de gemeente Netretić in de Kroatische provincie Karlovac. De plaats telt 126 inwoners (2001).